# Rauðukambar
Rauðukambar är en ås i republiken Island. Den ligger i regionen Suðurland, 100 km öster om huvudstaden Reykjavík.